# Баршино
Ба́ршино (каз. Баршын) — село у складі Нуринського району Карагандинської області Казахстану. Адміністративний центр Баршинського сільського округу.
Населення — 622 особи (2021; 530 у 2009, 1434 у 1999, 2144 у 1989).
Національний склад станом на 1989 рік:
- казахи — 100 %.

У період 1977-1997 роках село було центром Тенгізького району.